# 国土地理情報院
国土地理情報院は、大韓民国の行政機関のひとつ。1958年に国防部地理研究所から出発した国土交通部所属機関である。京畿道水原市霊通区遠川洞111に所在する。

## 沿革
- 1958年4月19日 国防部地理研究院の創設
- 1961年2月15日 内務省 国立建設研究所に改組
- 1962年6月29日 建設部 国立建設研究所に移管
- 1974年11月1日 建設部 国立地理院の創設
- 1980年7月14日 竹島 (韓国名:独島)の地図製作
- 1994年12月23日 建設交通部 国立地理院
- 2003年7月26日 建設交通部 国土地理情報院
- 2004年11月1日 地理博物館開館
- 2008年2月29日 国土海洋部 国土地理情報院

## 組織

### 企画政策課
- 企画調整担当
- 制度担当
- 国際協力担当
- 博物館運営担当

### 運用サポート課
- 総務担当
- 経理担当
- 顧客サポート担当

### 測地課
- 基準測定担当
- 宇宙測地担当
- 地球物理担当

### 映像空間課
- 映像担当
- 港測担当

### 地理情報課
- 地理情報担当
- 標準担当
- 地理調査担当

### 国土調査課
- 国土調査担当
- 情報管理担当

## 施設の現状
- 敷地面積 : 46,395m²(約 15,034坪)
- 建物面積 : 9,445m²(約 2,857坪)
- 本館 : 4,973m²(地上2階、地下1階)
- 国土空間情報センター : 3,706m²(地上2階、地下1階)

## 交通

### 地下鉄
- 首都圏電鉄1号線  水原駅  からバスを利用

### 嶺東高速道路
- 東水原インターチェンジを下りて水原ワールドカップ競技場方面